# Tolagnaro
Tolagnaro (auch Tôlan̈aro oder Taolanaro, früher Fort-Dauphin) ist eine Stadt im Südosten von Madagaskar. Sie ist Hauptort der Region Anosy und liegt in der ehemaligen Provinz Toliara. Die Hauptstadt Antananarivo ist 1122 km entfernt.

## Bevölkerung
Die Gegend ist vom Volk der Antanosy bewohnt. Bei der Volkszählung 1975 wurden 19.605 Einwohner gezählt, bei der von 1993 waren es bereits 30.690. Mitte 2001 hatte sie 39.000 Einwohner. Heute (2014) dürfte die Einwohnerzahl einiges höher liegen, seit der Bergbau in der Umgebung boomt und auch Arbeiter aus anderen Landesteilen und aus dem Ausland anzieht.
Auch die Prostitution hat sich infolge der Präsenz zahlreicher Bergarbeiter ausgeweitet. Die Gesundheitsbehörden befürchten deshalb, das Tôlanaro zum „Einfallstor“ für das bislang in Madagaskar kaum verbreitete HIV/Aids werden könnte.
Der Ort ist seit 1955 Sitz eines katholischen Bischofs.

## Geschichte
Die Siedlung hieß ursprünglich Tholongar. 1504 strandeten achtzig Portugiesen dort. Diese bauten ein Fort, welches bis 1527 bestand. Nach der gewaltsamen Vertreibung der Portugiesen kam es zu keiner weiteren europäischen Ansiedlung bis zum 24. September 1642. Damals kam eine Gruppe von Franzosen an, welche unter der Führung der Société française de l'Orient unter der Leitung von Jacques Pronis und Étienne de Flacourt angesiedelt wurden. Sie erbauten ein Fort, das zuerst Fort Flacourt hieß. Das Fort wurde kurze Zeit darauf in Fort-Dauphin umbenannt. 
Im Februar 1657 erreichte eine Expedition unter Gilles de La Roche-Saint-André den Ort.
Die Siedlung wurde am 27. August 1674 von den Einheimischen nach Streitereien mit den Franzosen zerstört. Die Überlebenden Franzosen siedelten sich auf der Insel Réunion an. Ein erneuter Siedlungsversuch der Franzosen im Jahr 1768 wurde 1771 abgebrochen. Erst bei der französischen Eroberung der Insel 1895/1896 kam der Ort wieder unter europäische Herrschaft. Von 1897 bis zur Unabhängigkeit 1960 hatten die Franzosen eine Militärgarnison in der Stadt.

## Wirtschaft

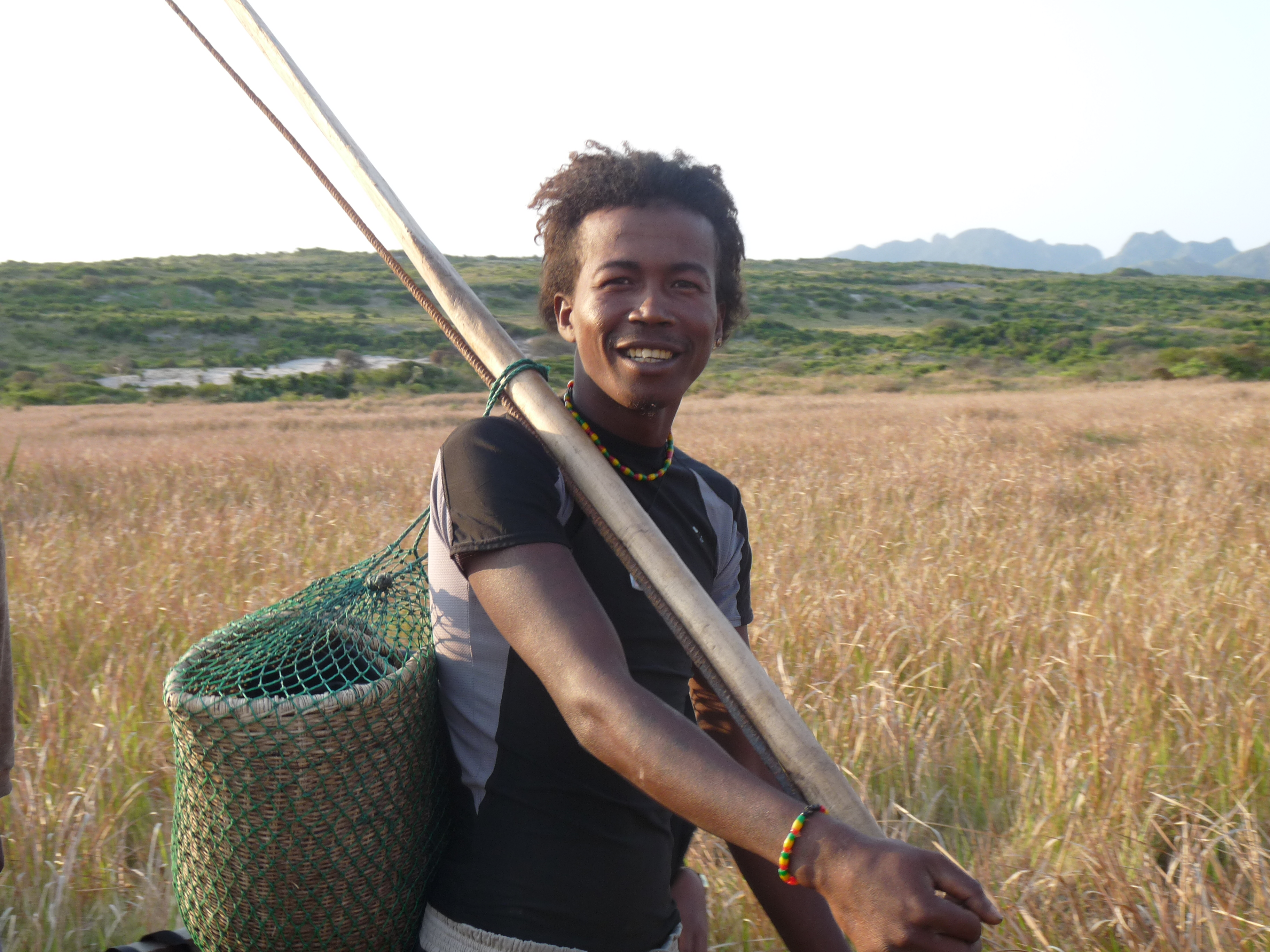
Nachtfischer

Lange diente der Hafen von Tôlanaro als Tor zur Welt vor allem dem Export von Langusten und Krabben sowie von getrockneten Algen, große Bedeutung hatte daneben der Fremdenverkehr. Seit das Unternehmen QIT Madagascar Minerals (QMM), das zu 80 % im Eigentum der Rio Tinto steht, gegen alle Widerstände in der Umgebung im großen Stil das Titaneisenerz Ilmenit abbaut, boomen jedoch der Rohstoffsektor und mit ihm die zuvor abgelegene Stadt. In der auf eine Betriebszeit von mindestens 50 Jahre angelegten Mine sollen große Mengen Erz abgebaut werden, zunächst 750.000 Tonnen pro Jahr, für spätere Zeiträume ist eine Steigerung auf 2.000.000 Tonnen pro Jahr geplant.
Die Weiterverarbeitung des Erzes zum begehrten Weißpigment Titandioxid geschieht ausschließlich am Stammsitz der (QMM) in Kanada. Um die enormen Mengen Erzes dorthin zu transportieren, baute das Unternehmen den neuen Tiefwasserhafen Port d'Ehola.

## Naturreservate
- Der Nationalpark Andohahela befindet sich ungefähr 40 km nordwestlich der Stadt.
- Das Naturreservat Cap Sainte Marie liegt 230 km südlich von Fort-Dauphin.
- das private Berenty Reservat liegt 75 km westlich bei Amboasary Sud

## Infrastruktur
Der Ort liegt am Ende der beiden Nationalstraßen RN 12a und RN 13, die sich beide in schlechtem Zustand befinden. Der Flughafen Tolagnaro liegt westlich der Stadt und hat Verbindungen mit der Hauptstadt und mit Toliara. Der Ort verfügt außerdem über ein Spital.

## Klima
Die Stadt erhält wegen der nahen Berge genügend Regen (rund 1700 mm pro Jahr) und ist daher wesentlich grüner und fruchtbarer als die meisten Gegenden in Südmadagaskar. Die Durchschnittstemperatur beträgt rund 23° und schwankt zwischen 20° und 26° pro Monat. Überragt wird die Stadt vom Pic St. Louis (529 m ü. M.) nördlich der Stadt.
|                       | Jan  | Feb  | Mär  | Apr  | Mai  | Jun  | Jul  | Aug  | Sep  | Okt  | Nov  | Dez  |   |      |
| Mittl. Tagesmax. (°C) | 29,4 | 29,2 | 28,1 | 27,4 | 25,5 | 23,8 | 23,6 | 23,8 | 24,9 | 26,3 | 27,7 | 28,9 | ⌀ | 26,5 |
| Mittl. Tagesmin. (°C) | 22,0 | 21,8 | 21,4 | 20,3 | 18,2 | 16,6 | 15,9 | 16,2 | 16,9 | 18,4 | 19,8 | 21,3 | ⌀ | 19,1 |
|                       |      |      |      |      |      |      |      |      |      |      |      |      |   |      |
| Niederschlag (mm)     | 195  | 165  | 223  | 128  | 131  | 125  | 129  | 104  | 64   | 97   | 104  | 123  | Σ | 1588 |
|                       |      |      |      |      |      |      |      |      |      |      |      |      |   |      |
| Sonnenstunden (h/d)   | 7,1  | 8,2  | 6,0  | 7,6  | 7,8  | 6,8  | 6,8  | 7,6  | 7,6  | 8,4  | 8,0  | 8,0  | ⌀ | 7,5  |
|                       |      |      |      |      |      |      |      |      |      |      |      |      |   |      |
| Regentage (d)         | 11   | 12   | 12   | 12   | 11   | 10   | 10   | 8    | 7    | 8    | 11   | 11   | Σ | 123  |
|                       |      |      |      |      |      |      |      |      |      |      |      |      |   |      |
| Luftfeuchtigkeit (%)  | 81   | 79   | 82   | 81   | 80   | 80   | 80   | 78   | 76   | 78   | 80   | 80   | ⌀ | 79,6 |

| 22,0 |

| 21,8 |

| 21,4 |

| 20,3 |

| 18,2 |

| 16,6 |

| 15,9 |

| 16,2 |

| 16,9 |

| 18,4 |

| 19,8 |

| 21,3 |

| 22,0 |

| 21,8 |

| 21,4 |

| 20,3 |

| 18,2 |

| 16,6 |

| 15,9 |

| 16,2 |

| 16,9 |

| 18,4 |

| 19,8 |

| 21,3 |